# U.S. Route 50 (Nevada)
La U.S. Route 50 o ruta federal 50 (abreviada US 50) es una autopista federal ubicada en el estado de Nevada. La autopista inicia en el Oeste desde la US 50  en la frontera con California hacia el Este en la US 6  , US 50  en la frontera con Utah. La autopista tiene una longitud de 657,9 km (408,82 mi).

## Mantenimiento
Al igual que las carreteras estatales, las carreteras interestatales, y el resto de rutas federales, la U.S. Route 50 es administrada y mantenida por el Departamento de Transporte de Nevada por sus siglas en inglés Nevada DOT.

## Cruces
La U.S. Route 50 es atravesada principalmente por la  US 395     en Carson City.
 US 95     en Silver Springs
 US 50  US 95   en Fallon
 US 6  US 93   en Ely
 US 93     en White Pine County.